# Elektor
Elektor – wyborca. W wyborach pośrednich osoba uprawniona do dokonania wyboru organu władzy, np. prezydenta Stanów Zjednoczonych.